# Ойген Йохум

Марка, випущена до 100-річчя від дня народження Ойгена Йохума, Німеччина, 2002 рік

Ойген Йохум (нім. Eugen Jochum; 1 листопада 1902, Бабенхаузен біля Аугсбурга — 26 березня 1987, Мюнхен) — німецький диригент. Отримав визнання перш за все як інтерпретатор творів Антона Брукнера. Він став першим диригентом, який здійснив повний запис дев'яти симфоній цього композитора.

## Біографія
Ойген Йохум народився в сім'ї органіста. Спершу навчався грі на фортепіано та органі. З 1922 року вивчав диригування і композицію в Мюнхенській музичній академії і консерваторії Аугсбурга. Диригентський дебют Йохума відбувся в 1927 році, коли Мюнхенський філармонічний оркестр виконав під його управлінням Сьому симфонію Брукнера.
У 1930—1932 роках Йохум очолював Дуйсбурзький симфонічний оркестр, в 1932—1934 роках — Симфонічний оркестр Берлінського радіо. В 1934 році він став наступником Карла Бема на посаді керівника Гамбурзької державної опери, його тісна співпраця з цим колективом тривала майже п'ятнадцять років. В 1949—1960 роках керував Симфонічним оркестром Баварського радіо, зробивши його одним з провідних оркестрів Німеччини. Також керував оркестром Концертгебау в Амстердамі (1961—1963) та іншими відомими колективами. Брав участь в Зальцбурзькому та Байрейтському фестивалях.
Хоча спеціалізацією Йохума була музика німецького романтизму, він також виконував твори сучасних композиторів. Так, він був знайомий з Карлом Орфом і зміцнив його славу виконанням його творів.
Його брати також були музикантами — Георг Людвіг (1909—1970) був диригентом, Отто Йохум (1898—1969) — композитором.

## Записи
Серед записів, здійснених Ойгеном Йохумом, — твори Йоганна Себастьяна Баха, Людвіга ван Бетховена (всі симфонії), Йоганнеса Брамса (всі симфонії і фортепіанні концерти), Антона Брукнера (всі симфонії і меси), Ріхарда Вагнера, Йозефа Гайдна (12 Лондонських симфоній), Густава Малера, Вольфганга Амадея Моцарта, Модеста Мусоргського, Карла Орфа, Ріхарда Штрауса, Франца Шуберта.